# Jonas R. Emrie

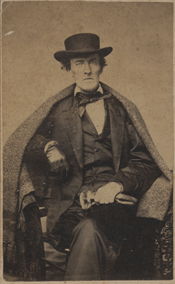
Jonas R. Emrie

Jonas Reece Emrie (* 25. April 1812 in Hillsboro, Highland County, Ohio; † 5. Juni 1869 in Mound City, Illinois) war ein US-amerikanischer Politiker. Zwischen 1855 und 1857 vertrat er den Bundesstaat Ohio im US-Repräsentantenhaus.

## Werdegang
Jonas Emrie besuchte vorbereitende Schulen. Nach einem anschließenden Jurastudium und seiner Zulassung als Rechtsanwalt begann er in Hillsboro in diesem Beruf zu arbeiten. Zwischen 1839 und 1848 sowie nochmals von 1854 bis 1856 war er Herausgeber und Verleger der Zeitung  Hillsboro Gazette. Er war maßgeblich an der Gründung des Hillsboro Female College beteiligt. Von 1839 bis 1841 war er Posthalter seiner Heimatstadt. Gleichzeitig schlug er als Mitglied der Opposition Party eine politische Laufbahn ein. In den Jahren 1847 und 1848 gehörte er dem Senat von Ohio an. Von 1851 bis 1854 amtierte er als Nachlassrichter im Highland County.
Bei den Kongresswahlen des Jahres 1854 wurde Emrie im sechsten Wahlbezirk von Ohio in das US-Repräsentantenhaus in Washington, D.C. gewählt, wo er am 4. März 1855 die Nachfolge des Demokraten Andrew Ellison antrat. Da er im Jahr 1856 nicht bestätigt wurde, konnte er bis zum 3. März 1857 nur eine Legislaturperiode im Kongress absolvieren. Diese war von den Ereignissen im Vorfeld des Bürgerkrieges geprägt.
Im Jahr 1857 zog Jonas Emrie nach Mound City in Illinois, wo er im Handel arbeitete. Außerdem praktizierte er dort wieder als Anwalt und leitete eine Zeitung. Im Jahr 1858 war er dort auch Polizeirichter (Police Magistrate). Emrie war auch Schatzmeister der örtlichen Schulen und fungierte als Master in chancery im Pulaski County. Er starb am 5. Juni 1869 in Mound City, wo er auch beigesetzt wurde.